# Аттис
А́ттис (др.-греч. Ἄττις или Ἄττης) — в древнегреческой мифологии юноша необычайной красоты, родом из Фригии, возлюбленный Кибелы.
Родился и вырос у реки Галлы. Спустился в пещеру и сблизился с нимфой.
Возничий Кибелы, привёз Дионису доспехи работы Гефеста.
Святилище в честь Матери богов и Аттиса было в Димах (Ахайя).
Согласно элегиям Гермесианакта, Аттис — сын фригийца Калая, переселился в Лидию и учредил оргии. Зевс наслал на поля кабана, который умертвил его. По другой версии, Аттис пришёл в безумие и отсёк себе половые органы. Галлы (жрецы Кибелы) отсекали крайнюю плоть «самосским черепком» или острым кремнем. В стихотворении LXIII Катулл говорит об Аттисе до оскопления в мужском роде, после оскопления — в женском:

Подстрекаем буйной страстью, накатившей яростью пьян,

Оскопил он острым камнем молодое тело своё.

И себя почуял лёгким, ощутив безмужнюю плоть,

Окропляя тёплой кровью кремнистый выжженный луг.

. . .

О, как был я горд и счастлив, о, как много я пережил!

Вот я дева, был мужчиной, был подростком, юношей был,

Был палестры лучшим цветом, первым был на поле борьбы.

От гостей гудели двери, от шагов был тёплым порог.

Благовонными венками был украшен милый мой дом.

От постели, вечно весел, подымался я поутру.

И теперь мне стать служанкой, стать Кибелы верной рабой!

Стать Менадой, стать калекой, стать бесплодным, бедным скопцом!— Катулл, Аттис, перевод А. И. Пиотровского
Превратился в сосну.
Похоронен в храме Матери богов в Пессинунте. Святилище также в Патрах.
Есть рассказ, что Зевс вырвал яички у барана и бросил их на лоно Деметры (то есть Кибелы). Р. Онианс указывает, что в представлении древних «…ампутация яичек препятствовала семяизвержению. … Тем самым первоначальной целью религиозного самооскопления нужно считать не передачу божеству сосудов с семенем, как полагает, например, Фрэзер, и не уничтожение своего пола, но сохранение внутри семени, вещества жизни и души, с которым практически отождествлялась психе.